# Рандолф (округ, Северная Каролина)
Округ Рандолф (англ. Randolph County) располагается в штате Северная Каролина в Соединённых Штатах Америки. Административным центром (столицей) является город Ашборо — крупнейший населённый пункт округа.
По состоянию на 2010 год, численность населения составляла 141 752 человека.

## История
Округ Рандолф был официально образован в 1779 году и назван в часть первого президента Соединённых Штатов в Континентальном конгрессе Пейтона Рэндолфа.

## География
В соответствии с данными указанными на сайте центрального статистического органа страны — Бюро переписи населения США, общая площадь округа Рандолф равняется 2046,102 км2, из которых 2038,332 км2 занимает суша и 7,770 км2 или 0,33% приходится на водную поверхность.

## Климат
Согласно данным представленным Национальной метеорологической службой США в округе Рандолф преимущественно умеренно теплый климат с прохладной зимой и жарким летом, который на климатических картах сокращённо обозначается аббревиатурой «Cfa».

## Население
По данным переписи населения 2000 года в округе проживает 130 454 жителей в составе 50 659 домашних хозяйств и 37 335 семей. Плотность населения составляет 64,00 человека на км2. На территории округа насчитывается 54 422 жилых строений, при плотности застройки около 27-ми строений на км2. Расовый состав населения: белые — 89,20 %, афроамериканцы — 5,63 %, коренные американцы (индейцы) — 0,45 %, азиаты — 0,64 %, гавайцы — 0,02 %, представители других рас — 3,01 %, представители двух или более рас — 1,06 %. Испаноязычные составляли 6,63 % населения независимо от расы.
В составе 50 659,00 % из общего числа домашних хозяйств проживают дети в возрасте до 18 лет, 18,00 % домашних хозяйств представляют собой супружеские пары проживающие вместе, 59,10 % домашних хозяйств представляют собой одиноких женщин без супруга, 10,20 % домашних хозяйств не имеют отношения к семьям, 22,50 % домашних хозяйств состоят из одного человека, 8,60 % домашних хозяйств состоят из престарелых (65 лет и старше), проживающих в одиночестве. Средний размер домашнего хозяйства составляет 2,55 человека, и средний размер семьи 2,97 человека.
Возрастной состав округа: 25,00 % моложе 18 лет, 8,00 % от 18 до 24, 31,30 % от 25 до 44, 23,50 % от 45 до 64 и 23,50 % от 65 и старше. Средний возраст жителя округа 36 лет. На каждые 100 женщин приходится 97,80 мужчин. На каждые 100 женщин старше 18 лет приходится 95,40 мужчин.
Средний доход на домохозяйство в округе составлял 38 348 USD, на семью — 44 369 USD. Среднестатистический заработок мужчины был 30 575 USD против 22 503 USD для женщины. Доход на душу населения составлял 18 236 USD. Около 6,80 % семей и 9,10 % общего населения находились ниже черты бедности, в том числе — 11,60 % молодежи (тех, кому ещё не исполнилось 18 лет) и 11,50 % тех, кому было уже больше 65 лет.